# Melito (metropolitana di Napoli)
Melito sarà una stazione della linea Napoli-Giugliano-Aversa (detta anche linea Arcobaleno o linea 11) della metropolitana di Napoli.

## Storia
Progettata agli inizi degli anni 2000, i lavori della stazione sono stati interrotti più volte e sono stati infine ripresi in modo definitivo nel 2018, per poi concludersi nel marzo 2025. Successivamente sono state avviate le prove tecniche con gli ispettori ministeriali dell'ANSFISA.

## Strutture e impianti
Si trova nell'omonimo comune in via delle Margherite 4 e sorgerà a poca distanza (670 metri) dalla stazione di Giugliano. La stazione, caratterizzata dal colore indaco, sarà munita di quattro locali ad uso commerciale, di cui un bar e un'edicola.

## Servizi
La stazione disporrà di:
- Fermata autobus
- Parcheggio